# Martina De Memme
Martina De Memme (Livorno, 7 agosto 1991) è una nuotatrice italiana, più volte campionessa italiana nelle distanze dei 400 ed 800 metri stile libero.

## Carriera
Disputa il suo primo Campionato italiano assoluto nel 2010, nella tappa primaverile, conquistando due medaglie di argento rispettivamente nei 400 e negli 800 metri stile libero, aggiudicandosi inoltre la medaglia di bronzo nella finale dei 1500 metri stile libero.
Nello stesso anno, durante i Campionati italiani assoluti estivi, svolti nella piscina del Foro Italico di Roma, diventa per la prima volta campionessa italiana nella specialità degli 800 metri stile libero.
Dovrà attendere fino all'edizione dei campionati estivi del 2011 per laurearsi campionessa italiana nei 200 metri stile libero, e a quella invernale del 2012 per il titolo sulla distanza dei 400 metri stile libero.
Il suo esordio in campo internazionale risale ai Campionati europei in vasca corta di Stettino, in Polonia, nel 2011, dove raggiunge la finale dei 400 metri stile libero, e la 10ª posizione in batteria nella distanza degli 800 stile libero, con un tempo di 8'28"81.
Durante i Campionati europei dell'anno successivo, disputati a Debrecen in Ungheria, vince il suo primo titolo europeo, nella staffetta 4x200 stile libero, seppur nuotando solo in batteria con una frazione pari a 2'01"50.
Si afferma definitivamente in campo internazionale nell'edizione del 2013 dei Giochi del Mediterraneo di Mersin in Turchia, dove conquista la medaglia d'oro in tutte le gare a cui prende parte, ovvero, 200, 400 e 800 stile libero, ed in staffetta 4x200 stile libero assieme alle compagne Chiara Masini Luccetti, Diletta Carli e Stefania Pirozzi.
Poche settimane dopo, durante la XXVII edizione delle Universiadi svolte a Kazan' in Russia conferma la medaglia d'oro nelle distanze dei 400 ed 800 stile libero.

## Palmarès
| Campionati del mondo              | 200 m st. libero | 400 m st. libero | 800 m st. libero | 1500 m st. libero | 4×200 m st. libero                               | 4×200 m mista |
| 2013 Barcellona Spagna            | ---              | 11ª - 4'08"42    | 8ª - 8'37"29     | ---               | 7ª - 7'57"91 frazione: 1'58"60                   | ---           |
| Campionati europei                | 200 m st. libero | 400 m st. libero | 800 m st. libero | 1500 m st. libero | 4×200 m st. libero                               | 4×200 m mista |
| 2012 Debrecen Ungheria            | ---              | 7ª - 4'10"82     | 8ª - 8'38"86     | ---               | Oro: 7'52"90 frazione: 2'01"50 nuota in batteria | ---           |
| Campionati europei in vasca corta | 200 m st. libero | 400 m st. libero | 800 m st. libero | 1500 m st. libero | 4×200 m st. libero                               | 4×200 m mista |
| 2011 Stettino Polonia             | ---              | 10ª - 4'07"65    | 10ª - 8'28"81    | ---               | ---                                              | ---           |
| 2012 Chartres Francia             | 17ª - 1'59"47    | 10ª - 4'07"44    | 5ª - 8'22"59     | ---               | ---                                              | ---           |
| Giochi del Mediterraneo           | 200 m st. libero | 400 m st. libero | 800 m st. libero | 1500 m st. libero | 4×200 m st. libero                               | 4×200 m mista |
| 2013 Mersin Turchia               | Oro 1'59"65      | Oro 4'09"18      | Oro 8'33"17      | ---               | Oro: 7'55"69 frazione: 2'02"08                   | ---           |
| Universiadi                       | 200 m st. libero | 400 m st. libero | 800 m st. libero | 1500 m st. libero | 4×200 m st. libero                               | 4×200 m mista |
| 2013 Kazan' Russia                | 8ª - 2'07"25     | Oro 4'07"69      | Oro 8'28"09      | ---               | 4ª - 8'05"97 frazione: 1'59"99                   | ---           |
| 2015 Gwangju Corea del Sud        | Bronzo 1'59"14   | Bronzo 4'08"95   | ---              | ---               | ---                                              | ---           |

### Altre competizioni
- Vincitrice della Coppa LEN nel 2021.

### Campionati italiani
- 8 titoli individuali e 3 in staffette, così ripartiti:
- 1 nei 200 m stile libero
- 2 nei 400 m stile libro
- 5 negli 800 m stile libero
- 3 nella staffetta 4×200 m stile libero

| Anno | Edizione    | st.libero 200 m | st.libero 400 m | st.libero 800 m | st.libero 1500 m | st.libero 4×100 m | st.libero 4×200 m | mista 4×50 m | mista 4×100 m |
| ---- | ----------- | --------------- | --------------- | --------------- | ---------------- | ----------------- | ----------------- | ------------ | ------------- |
| 2010 | Primaverili | -               | 2               | 2               | 3                | -                 | -                 | -            | -             |
| 2010 | Estivi      | -               | 2               | 1               |                  | -                 | -                 | -            | -             |
| 2010 | Invernali   | -               | 2               | 2               |                  | -                 | -                 | 3            | -             |
| 2011 | Primaverili | -               | 2               | 3               |                  | -                 | 1                 | -            | -             |
| 2011 | Estivi      | 1               | 2               | 1               | -                | -                 | -                 | -            | -             |
| 2011 | Invernali   | -               | 3               | 3               |                  | -                 | -                 | -            | -             |
| 2012 | Primaverili | -               | -               | 1               | -                | -                 | 1                 | -            | -             |
| 2012 | Invernali   | 2               | 1               | 1               |                  | -                 | -                 | -            | -             |
| 2013 | Primaverili | 3               | 1               | 1               | -                | -                 | 1                 | -            | -             |